# Diego Ferreira
Diego Ismael Ferreira Villa (n. Montevideo, Uruguay, 4 de mayo de 1985) es un exfutbolista uruguayo. Se desempeñó como volante. Su último club fue Villa Española.

## Clubes
| Club                 | País      | Año         | Partidos | Goles | Asistencias | Promedio |
| -------------------- | --------- | ----------- | -------- | ----- | ----------- | -------- |
| Defensor Sporting    | Uruguay   | 2005 - 2012 | 113      | 9     | 4           | 0,11     |
| Tigre                | Argentina | 2012 - 2013 | 36       | 2     | 1           | 0,08     |
| Atlético Rafaela     | Argentina | 2013 - 2014 | 32       | 2     | 1           | 0,09     |
| Deportes Antofagasta | Chile     | 2014 - 2015 | 26       | 2     | 0           | 0,07     |
| Liverpool            | Uruguay   | 2015 - 2016 | 20       | 1     | 0           | 0,05     |
| Fenix                | Uruguay   | 2016 - 2017 | 31       | 3     | 1           | 0,13     |
| Agropecuario         | Argentina | 2017 - 2018 | 4        | 0     | 0           | 0,00     |
| Racing Club          | Uruguay   | 2018 - 2019 | 3        | 0     | 0           | 0,00     |
| Villa Española       | Uruguay   | 2019 - 2020 |          |       |             |          |

## Palmarés

### Campeonatos nacionales
| Título                    | Club              | País    | Año  |
| ------------------------- | ----------------- | ------- | ---- |
| Primera División Uruguaya | Defensor Sporting | Uruguay | 2008 |